# Кёнигсмарк, Филипп Кристоф фон
Граф Филипп Кристоф фон Кёнигсмарк (нем. Philipp Christoph Graf von Königsmarck; 14 марта 1665, Штаде — 11 июля 1694, Ганновер) — ганноверский офицер.

## Биография
Сын графа Курта Кристофа фон Кёнигсмарка и его супруги Марии Кристины фон Врангель. Брат Амалии Вильгельмины фон Кёнигсмарк и Марии Авроры фон Кёнигсмарк. Граф Кёнигсмарк также известен как изобретатель трёхгранной короткой шпаги с расширением в "сильной" части клинка, известной под названием "колишемард", хотя в действительности был лишь её популяризатором, поскольку такая шпага появилась до его рождения.
В детские годы Филиппа Кристофа связывала дружба с наследной принцессой герцогства Брауншвейг-Люнебург Софией Доротеей Целльской. Когда в 16 лет Софию Доротею выдали замуж за её двоюродного брата принца Георга Людвига Брауншвейг-Люнебургского, ставшего позднее курфюрстом Брауншвейг-Люнебурга и королём Великобритании Георгом I, Филипп Кристоф отправился в странствия и принимал участие в нескольких военных походах.
В Венецианской республике он познакомился с кронпринцем Августом Саксонским. После нескольких любовных историй Филипп Кристоф отправился в Дрезден на службу Августу и прожил там некоторое время.
В 1688 году граф фон Кёнигсмарк отправился в Ганновер, где поступил на службу к герцогу Эрнсту Августу и жил там с большим размахом, держа 29 человек прислуги и 52 лошади в конюшне. Здесь ему не только удалось восстановить былые отношения с наследной принцессой Софией Доротеей Целльской и вызвать ревность курпринца, но и разбудить зависть у графини Клары Элизабет фон Платен, любовницы курпринца Георга Людвига до его женитьбы на Софии Доротее, крутившей некоторое время роман и с Кёнигсмарком. Курфюрстина София также была недовольна любовными чувствами между графом фон Кёнигсмарка и её невесткой Софией Доротеей. Но даже предупреждения от непосредственного начальника, фельдмаршала фон Подевиля не действовали на Филиппа Кристофа фон Кёнигсмарка. В конце концов граф Кёнигсмарк дал себя уговорить и решился уехать в Саксонию.
Накануне отъезда, 1 июля 1694 года Филипп Кристоф фон Кёнигсмарк вошёл в ганноверский дворец, чтобы проститься со своей подругой, курпринцессой Софией Доротеей. Но из дворца он больше не вышел. По версии Теодора Фонтане, изложенной им в «Странствиях по марке Бранденбург», граф был заколот в коридоре четырьмя алебардистами, спрятавшимися в засаде. Его тело было спрятано. На смертном одре двое из четырёх алебардистов признались в убийстве.
Зачинщицей преступления выступила графиня фон Платен. Курпринц, во время этих событий находившийся в Берлине, своим молчанием дал согласие на расправу с Кёнгисмарком. Убийство графа получило огласку по всей Европе, графиня испытала на себе всеобщую ненависть. Фонтане упоминает даже о народной песне, отразившей эти настроения.
Принцесса София Доротея после развода с Георгом Людвигом была отправлена в Альденский замок, где содержалась под строгим надзором и умерла в 1726 году. Она вошла в историю как «принцесса Альденская».

## Кино
Роману Кёнигсмарка с Софией Доротеей посвящён художественный фильм 1948 года режиссёра Бэзила Дирдена «Сарабанда для мёртвых возлюбленных» («Saraband for Dead Lovers»), в котором его роль сыграл Стюарт Грейнджер, а роль Софии — Джоан Гринвуд.

## Романы
- Пьер Бенуа. Кёнигсмарк 1918;
- Gilles Lapouge: Les folies Koenigsmark 1989;
- A. E. W. Mason: Koenigsmark 1940;